# Ismael Díaz Galán
Ismael Jesús Díaz Galán (Avilés, Asturias, España, 2 de octubre de 1965) es un entrenador de fútbol español. Es el autor del libro Afluentes del fútbol.

## Trayectoria
Inició su andadura en el Real Sporting de Gijón, en los equipos de base, en el campus de Mareo y en la puesta en funcionamiento del Real Sporting de Gijón femenino antes de pasar al Real Sporting de Gijón "B", tras una campaña como técnico del Ribadesella C. F. en Tercera División. Posteriormente, estuvo en el C. D. Ourense, como secretario técnico, y dirigió al Málaga C. F., con quien logró un ascenso a Segunda División en la temporada 1997-98. También pasó por los banquillos del Cádiz C. F., el Sporting Clube Farense, el Granada C. F. y la S. D. Huesca. En la temporada 2002-03 se comprometió con el Real Jaén C. F., pero antes del primer partido de Liga fue despedido y firmó un contrato con el C. P. Cacereño. Más tarde, entrenó al C. F. Palencia y al Real Oviedo, club donde también desempeñó el cargo de secretario técnico.
Tras otra etapa en el Ribadesella, fue técnico asistente de Pepe Serer en el F. C. Kairat Almaty de la Liga Premier de Kazajistán durante la campaña 2012-13. El 9 de marzo de 2015 se hizo anunció su incorporación como técnico al Real Avilés C. F., cargo del que fue destituido el 7 de abril tras conseguir una victoria y tres derrotas en las cuatro jornadas que dirigió al equipo.

## Clubes
| Club                          | País       | Año       |
| ----------------------------- | ---------- | --------- |
| Ribadesella C. F.             | España     | 1995-1996 |
| Real Sporting de Gijón "B"    | España     | 1996-1997 |
| Málaga C. F.                  | España     | 1997-1998 |
| Cádiz C. F.                   | España     | 1998      |
| S. C. Farense                 | Portugal   | 1999-2000 |
| Granada C. F.                 | España     | 2000      |
| S. D. Huesca                  | España     | 2002      |
| C. P. Cacereño                | España     | 2002-2004 |
| C. F. Palencia                | España     | 2004-2005 |
| Real Oviedo                   | España     | 2007      |
| Ribadesella C. F.             | España     | 2010-2011 |
| Kairat Almaty (2º Entrenador) | Kazajistán | 2012      |
| Real Avilés C. F.             | España     | 2015      |
| JS Hercules                   | Finlandia  | 2018      |